# غونزالو بافوني
غونزالو بافوني (بالإسبانية: Gonzalo Pavone)‏ هو لاعب كرة قدم أرجنتيني في مركز الهجوم، ولد في 14 يونيو 1977 في Tres Sargentos ‏ في الأرجنتين. لعب مع أرسنال ساراندي وإستوديانتيس دي لا بلاتا وبانفيلد وبونفيرادينا وديفنسا خوستيكا ونادي أليكانتي ونادي إكستريمادورا ونادي تارانتو 1927 ويوبنتود دي برغامينو.

## وصلات خارجية
- غونزالو بافوني على موقع قاعدة بيانات كرة القدم.إي يو (الإنجليزية)